# Старобірючево
Ста́робірю́чево (рос. Старобирючево, башк. Иҫке Бүрес) — присілок у складі Нурімановського району Башкортостану, Росія. Входить до складу Старобедеєвської сільської ради.
Населення — 193 особи (2010; 222 у 2002).
Національний склад:
- башкири — 81 %